# Charokee Young
Charokee Young (* 21. August 2000 in Saint Ann’s Bay) ist eine jamaikanische Sprinterin, die sich auf den 400-Meter-Lauf spezialisiert hat. Mit der jamaikanischen 4-mal-400-Meter-Staffel gewann sie 2022 und 2023 jeweils eine Silbermedaille bei den Weltmeisterschaften.

## Sportliche Laufbahn
Erste internationale Erfahrungen sammelte Charokee Young im Jahr 2018, als sie bei den CARIFTA-Games in Nassau in 53,63 s die Silbermedaille über 400 Meter in der U20-Altersklasse gewann und mit der jamaikanischen 4-mal-400-Meter-Staffel disqualifiziert wurde. Im Jahr darauf begann sie ein Studium an der Texas A&M University und 2021 wurde sie NCAA-Collegemeisterin in der 4-mal-400-Meter-Staffel in der Halle und im Freien. Zudem siegte sie im selben Jahr in 52,06 s über 400 Meter bei den U23-NACAC-Meisterschaften in San José und gewann dort in 3:20,71 min auch die Goldmedaille mit der jamaikanischen Mixed-Staffel über 4-mal 400 Meter. Im Jahr darauf erreichte sie bei den Weltmeisterschaften in Eugene das Halbfinale über 400 Meter und schied dort mit 51,41 s aus. Zudem gewann sie mit der 4-mal-400-Meter-Frauenstaffel in 3:20,74 min im Finale gemeinsam mit Candice McLeod, Janieve Russell und Stephenie Ann McPherson die Silbermedaille hinter dem Team aus den Vereinigten Staaten. 2023 schied sie bei den Weltmeisterschaften in Budapest mit 41,40 s erneut im Semifinale über 400 Meter aus. Zudem kam sie im Staffelbewerb im Vorlauf zum Einsatz und trug damit zum Gewinn der Silbermedaille bei. Im Jahr darauf kam sie bei den Hallenweltmeisterschaften in Glasgow mit 53,04 s nicht über den Vorlauf hinaus und kam mit der Staffel im Finale nicht ins Ziel. Im Mai sicherte sie der 4-mal-400-Meter-Staffel bei den World Athletics Relays einen Startplatz bei den Olympischen Sommerspielen in Paris, bei denen sie dem Team zum Finaleinzug verhalf.

## Persönliche Bestzeiten
- 400 Meter: 49,87 s, 16. April 2022 in Gainesville
  - 400 Meter (Halle): 51,24 s, 12. Februar 2022 in Albuquerque
  - 600 Meter (Halle): 1:29,45 min, 12. Januar 2024 in Clemson